# Metro w Valencii
Metro w Valencii (hiszp. Metro de Valencia, także Valmetro) - system metra w mieście Valencia w stanie Carabobo w Wenezueli. Pierwsze 4,7 km linii otwarto 18 listopada 2006 r., jednakże regularne kursy metro rozpoczęło równo rok później 18 listopada 2007 r. po wybudowaniu wszystkich stacji pierwszej linii metra. Pociągi kursują od poniedziałku do piątku w godzinach 6:00 do 20:30, zaś w soboty, niedziele i święta w godzinach od 6:30 do 19:30. Średnio dziennie z usług metra korzysta 62 000 pasażerów (2011).

## Historia budowy
W 1997 r. rząd Wenezueli otworzył procedury przetargowe na wykonanie robót co do budowy pierwszej linii metra. W 1998 r. wyłoniono konsorcjum Consorcio Internacional Ghella Sogene - Dragados-FCC-Otipsa, które odpowiedzialne było m.in.: za drążenie tuneli, budowę stacji oraz całą niezbędną infrastrukturę dla potrzeb funkcjonowania metra a później za utrzymywanie oraz konserwację wybudowanych elementów. 18 listopada 2006 przeprowadzono pierwsze jazdy próbne na wybudowanym 4,2 km odcinku, zaś regularne kursy pociągów rozpoczęły się dokładnie rok później po wybudowaniu całego 7 km odcinka pierwszej linii metra. Budowa ta prawie w całości została sfinansowana przez Ministerstwo Infrastruktury, w ramach Narodowego Planu Rozwoju.

## Stacje i linie metra

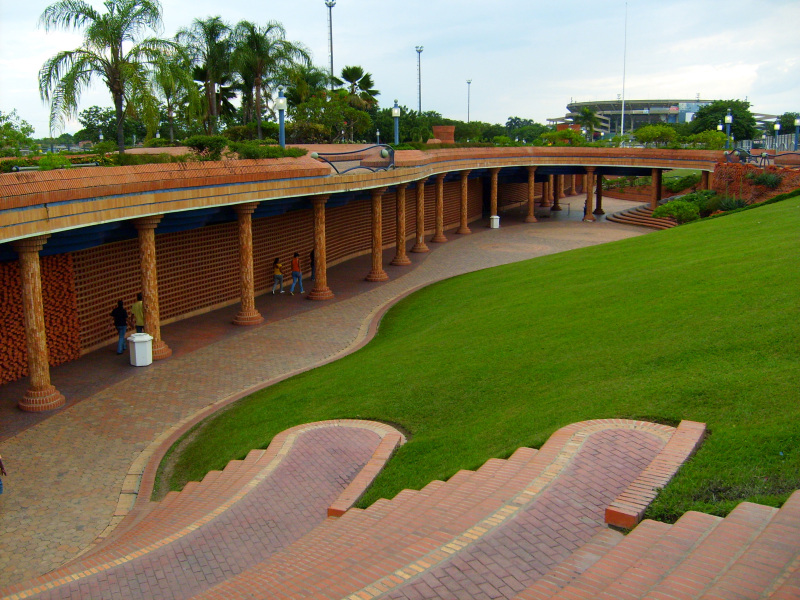
Początkowa stacja Monumental

Obecnie funkcjonuje jedna linia metra, zaś dwie kolejne są w budowie, a także opracowywanie jest studium rozwoju dotyczące planów i możliwości budowy czwartej linii.
| Linia | Stacje               | Dodatkowe informacje                          |
| ----- | -------------------- | --------------------------------------------- |
| 1     | Monumental           | funkcjonuje                                   |
| 1     | Las Ferias           | funkcjonuje                                   |
| 1     | Palotal              | funkcjonuje                                   |
| 1     | Santa Rosa           | funkcjonuje                                   |
| 1     | Michelena            | funkcjonuje                                   |
| 1     | Lara                 | funkcjonuje                                   |
| 1     | Cedeño               | funkcjonuje                                   |
| 2     | Rafael Urdaneta      | funkcjonuje                                   |
| 2     | Francisco de Miranda | funkcjonuje                                   |
| 2     | Negra Hipólita       | funkcjonuje                                   |
| 2     | Josefa Camejo        | funkcjonuje                                   |
| 2     | Girardot             | funkcjonuje                                   |
| 2     | Tacarigua            | funkcjonuje                                   |
| 3     | Paramacay            | projektowana                                  |
| 3     | La Granja            | projektowana                                  |
| 3     | Capremco             | projektowana                                  |
| 3     | Tarapio              | projektowana                                  |
| 3     | La Campiña           | projektowana                                  |
| 3     | Universidad          | w budowie, częściowe funkcjonowanie w 2011 r. |
| 4     | La Florida           | projektowana                                  |
| 4     | La Guacamaya         | projektowana                                  |
| 4     | Cementerio           | projektowana                                  |
| 4     | Hospital             | projektowana                                  |
| 4     | Aranzazu             | projektowana                                  |
| 4     | Lara                 | projektowana                                  |
| 4     | Lara II              | projektowana                                  |
| 4     | Branger              | projektowana                                  |
| 4     | Uslar                | projektowana                                  |
| 4     | Henry Ford           | projektowana                                  |
| 4     | Bomberos             | projektowana                                  |
| 4     | Flor Amarillo        | projektowana                                  |